# ステリオ・カンデッリ
ステリオ・カンデッリ（Stelio Candelli, 1931年3月28日 - ）は、1950年代末から映画出演するイタリアの助演男優。イタリアの映画、舞台、テレビ俳優。
1960年代のマカロニ・ウエスタン時代にはスタンリー・ケント、1980年代にはスティーヴ・エリオットの変名を使用し、他にはスティーヴン・カンデッリ名義でクレジットされることもある。また、数多くの舞台やテレビにも出演し、米国のテレビ・ミニ・シリーズ『戦争の嵐』(1983)にも顔を見せる。

## 主な出演作品
- 『荒野の棺桶』(1966年)
- 『皆殺しのガンファイター/1対30』(未/テレビ放映)(1970年)
- 『復讐のガンマン/ジャンゴ』 W Django! (未/テレビ放映)(1971年)
- 『救世主伝説/レイジ』(未/ビデオ)(1983年)
- 『超人ヘラクレス』(未/ビデオ)(1984年)
- 『デモンズ』(1985年)
- 『アフガニスタン/地獄の日々』I giorni dell'inferno (未/ビデオ)(1986年)
- 『死海からの脱出(ジョーズ・アタック)』 Night of the Sharks (1987年) ほか多数。